# Dopełniacz (przypadek)
Dopełniacz (łac. genetivus) – drugi przypadek deklinacji, odpowiada na pytania: kogo? czego?. Używany w relacjach przynależności, jak np. w wyrażeniu kot Ali. W języku polskim ma o wiele szersze zastosowanie – używany jest zamiast biernika przy czasownikach w formie przeczącej, przy wielu innych, np. udzielić wywiadu. Oprócz mianownika jest najczęściej występującym przypadkiem w języku polskim.

## Język polski

### Funkcje dopełniacza w zdaniu polskim
Dopełniacz może występować jako:
- dopełnienie, jeśli orzeczenie jest zaprzeczone: Maciek nie zjadł obiadu
- przydawka – dom ojca

### Formy dopełniacza
W przypadku rzeczowników żywotnych forma dopełniacza jest równa formie biernika: Nie miała chłopca, ale dwie dziewczynki (D), Widzę tego chłopca. Końcówką liczby pojedynczej dla dopełniacza są: dla rodzaju męskiego dla rzeczowników żywotnych -a (wyjątki: wół, bawół), dla nieżywotnych -a i -u, dla rodzaju żeńskiego -y, -i. W liczbie mnogiej rzeczowniki rodzaju męskiego przyjmują końcówki -ów, -y, -i, żeńskie -y, -i lub też nie przyjmują żadnej końcówki (np. kobiet), w rodzaju nijakim albo nie ma końcówki, albo jest nią -ów. Formy dopełniacza mogą przysparzać kłopotów związanych z normatywnością, np. w kwestii tego, czy w języku standardowym używać formy meczów, czy meczy.

## Łacina

### Końcówki
W poszczególnych deklinacjach dopełniacz odznacza się następującymi końcówkami:
|            | deklinacja I | deklinacja II | deklinacja III | deklinacja IV | deklinacja V |
| ---------- | ------------ | ------------- | -------------- | ------------- | ------------ |
| Mianownik  | -a           | -us, -um      | różne          | -us, -u       | -es          |
| Dopełniacz | -ae          | -i            | -is            | -us           | -i           |

### Funkcje w zdaniu
W języku łacińskim najważniejszą funkcją jest wyrażenie relacji posiadania (genetivus posessivus) Może występować w funkcji przydawki dopełniaczowej: fructus arboris → owoc drzewa, a także orzecznika: domus est patris – dom jest ojca.
Inne konstrukcje dopełniaczowe:
- genetivus qualitatis – wyraża jakość lub cechę: vir magni ingenii → mężczyzna wielkiego talentu
- genetivus subiectivus (dopełniacz podmiotowy) – wyraża osobę lub rzecz, która jest wykonawcą czynności: amor matris → miłość matki (matka, która kocha)
- genetivus obiectivus (dopełniacz dopełnieniowy) – wyraża osobę lub rzecz, na której jest wykonywana czynność: odium hominum → nienawiść do ludzi
- genetivus partitivus (dopełniacz cząstkowy) – oznacza część całości, występuje przy stopniu wyższym lub najwyższym, a także zaimkach i liczebnikach: fratrum maior natu → starszy z braci
- genetivus criminis – wyraża winą lub zbrodnię i występuje po takich czasownikach jak accuso (oskarżać), convinco (dowodzić, przekonywać), damno, condemno (skazywać za coś)
- genetivus pretii (dopełniacz ceny) występuje po takich czasownikach jak aestimo, facio, habeo, puto (szacować, cenić)